# Regenschirmkärpfling
Der Regenschirmkärpfling (Xenophallus umbratilis) ist ein in Nicaragua und Costa Rica vorkommender Süßwasserfisch aus der Unterfamilie der lebendgebärenden Zahnkarpfen (Poeciliinae). Er ist der einzige Vertreter der damit monotypischen Gattung Xenophallus.

## Merkmale
Der Kärpfling erreicht eine Länge von bis zu 6 cm, wobei Männchen mit maximal 4 cm deutlich kleiner bleiben. Beide Geschlechter sind graugelb gefärbt mit weißer Bauchseite. Entlang der Körperseiten verläuft eine Querbänderung aus 4–8, nach anderen Angaben 5–10 dünnen schwarzen Strichen, die bei Weibchen schwächer ausgeprägt ist als bei Jungfischen und männlichen Tieren. Die Fische erscheinen lang gestreckt mit zugespitztem Kopf. Die Flossen sind meist gelblich getönt. Die Rückenflosse der Männchen besitzt einen dunklen Saum und ein inneres schwarzes Band. Bei dominanten Tieren ist sie zusätzlich gelb bis orange gefärbt. Das Gonopodium ausgewachsener Männchen besitzt einen nach oben gerichteten hakenförmigen Fortsatz sowie eine membranöse Schwellung unterhalb der Spitze. Zusätzlich ist das Gonopodium asymmetrisch entweder rechts- oder linksseitig gewunden.

## Vorkommen und Lebensweise
Xenophallus umbratilis kommt sowohl in stehenden als auch fließenden Gewässern vor. Das Verbreitungsgebiet erstreckt sich vom Nicaraguasee über das Einzugsgebiet des Río Parismina zur Atlantikküste von Costa Rica. Außerdem wurde er im Flusssystem des Río Tenorio an der pazifischen Abdachung Costa Ricas nachgewiesen.
Die Kärpflinge halten sich bevorzugt in kleinen Gruppen in Bächen und im Uferbereich der Flussläufe auf. Im Nicaraguasee konnte der Kärpfling mehrere Kilometer von der Küste entfernt in Tiefen von 10–12 m gefangen werden. Die Wassertemperaturen betragen zwischen 21 und 37 °C. Die Fische ernähren sich von Detritus, Algen und wasserlebenden Insekten.
Nach einer Tragzeit von 28 Tagen werden von den Weibchen zwischen 15 und 20 Jungfische zur Welt gebracht, die bei der Geburt bereits 8 mm lang sind. Die Fische erreichen nach 3–4 Monaten die Geschlechtsreife.

## Systematik
Wegen Übereinstimmungen im Bau des Skeletts und Ähnlichkeiten im Aufbau des Gonopodiums wurde lange Zeit eine Verwandtschaft mit der Gattung Neoheterandria angenommen. Neuere molekulargenetische Untersuchungen kommen zu dem Schluss, dass die Art eng mit der Gattung Priapichthys verwandt ist.